# 2006년 서울국제여성영화제
제8회 서울국제여성영화제는 2006년 4월에 개최된 영화제이다. 아트레온 1, 2, 4관에서 개최되었으며 사회자는 배유정이다.

## 수상 및 후보

### 우수상
- 그녀의 핵주먹 - 선지연 수상
- 별난 엄마 - 창 나이-윈 수상
- 라디오 연애상담 - 달리트 엘리라즈 수상

### 관객상
- 참!잘했어요 - 정다미 수상
- 다큐멘터리 옥랑문화 수상작
- 아웃 - 이반 검열 두 번째 이야기 - 이영 수상
- 쇼킹 패밀리 - 경순
- 우리들은 정의파다 - 이혜란

### 여성신문상
- 속도 무제한 페미니즘 - 파로미타 보라 수상
- 생리해주세요 - 손현주 수상

### 박남옥 영화상
- 육다골대녀 - 이애림 수상

### 새로운 물결
- 저 아래 - 샹탈 애커만
- 내 남자의 유통기한 - 도리스 도리
- 길라네 - 락샨 바니 에테마드 외1명
- 신경쇠약 직전의 신부 - 소피 필리에
- 연인, 타인 - 바바라 해머
- 말리 - 조이스 H. 췐
- 오로라 공주 - 방은진
- 임신 36개월 - 타다노 미아코
- 그녀의 비밀 - 앙겔리나 마카로네
- 삶의 한 방식 - 엠마 아산테
- 언니가.. 이해하셔야 돼요 - 박경희
- 조금만 더 - 심민영
- 잠복 - 박찬옥
- 콧수염 - 비키 슈거스
- 사라진 소녀 - 벡 콜
- 면회 시간 - 마야 드라이푸스
- 피난처 - 가야 라이트 풀마르
- 베티 - 이토 리에
- 시티 파라다이스 - 가엘 데니스
- 클라라 - 반 소베린
- 거지 포핀 - 김은정 외2명
- 월광 - 리 페이 잉
- 모든 것은 삶이다. - 엘리 랜드
- 치명적 비만 - 미하엘라 초피코바
- 육다골대녀 - 이애림
- 무거운 주머니 - 사라 콕스
- 커밍아웃 - 수잔 저스틴
- 몬스터 - 미하엘라 오스따달로바
- 해골 여인 - 에디뜨 피에뻬로프
- 강박증 - 모니카 로

### 여성영상공동체
- 부모님의 농장 - 메르비 윤코넨
- 소똥 - 페아 홀름퀴스트 외1명
- 화기애애 - 장희선
- 밀리언 달러 블랙 다이크 - 테사 부르허만 외1명
- 비행기 납치범, 레일라 카흐레드 - 리나 마크보울
- 속도 무제한 페미니즘 - 파로미타 보라
- 독살하는 주부들 - 아스트리드 부싱크
- 외계 소녀, 불시착하다 - 오민지
- 이반 검열 - 이영
- 생리해주세요 - 손현주
- 신호 - 김효비

### 한국영화특별전
- 그들도 우리처럼 - 박광수
- 베를린 리포트 - 박광수
- 세상 밖으로 - 여균동
- 초록물고기 - 이창동

### 감독 특별전
- 침묵에 의한 의문 - 마를렌 고리스
- 깨진 거울 속의 여인들 - 마를렌 고리스
- 안토니아스 라인 - 마를렌 고리스
- 댈러웨이 부인 - 마를렌 고리스

### 페미니스트 다큐멘터리의 선구자들: 천 개의 목소리
- 안티 미스 아메리카 - 뉴욕 뉴스릴
- 성난 그녀 아름답다 - 뉴욕 뉴스릴
- 카 섹스 - 뉴욕 뉴스릴
- 제니의 제니 - 피터 바튼 외1명
- 딸이 되는 절차 - 미쉘 씨트롱
- 여성의 영화 - 샌프란시스코 뉴스릴
- 여성건강보고서 - 데니스 보스트롬
- 산아제한시술 - 아나 마리아 가르시아
- 그럼, 그짓 하지마! - 카롤 루소폴로
- 크리스틴과 모니크 - 카롤 루소폴로
- 리용 성매매 여성들의 파업 - 카롤 루소폴로

### 아프리카 특별전: 나의 아프리카들
- 먼데이 걸 - 은고지 온우라
- 그 밤의 진실 - 판타 레지나 나크로
- 레드 사틴 - 라자 아마리
- 날으는 의사 사이카티 - 안느 문가이
- 메디나의 여성들 - 달릴라 엉나드르
- 버스 정류장 - 실리아 사와도고
- 부치 미스티끄 - 데브라 A. 윌슨
- 커피색 아이들 - 은고지 온우라
- 분노의 사진 - 자넬레 무홀리
- 카레 카레 즈와코 - 옛날 옛적에 - 치치 단가렘바
- 코나테의 물건 - 판타 레지나 나크로
- 셀베 - 사피 파이
- 흉터 - 쉘리 베리